# Amegilla chlorocyanea
Amegilla chlorocyanea är en biart som först beskrevs av Cockerell 1914.  Amegilla chlorocyanea ingår i släktet Amegilla och familjen långtungebin. Inga underarter finns listade i Catalogue of Life.

## Bildgalleri

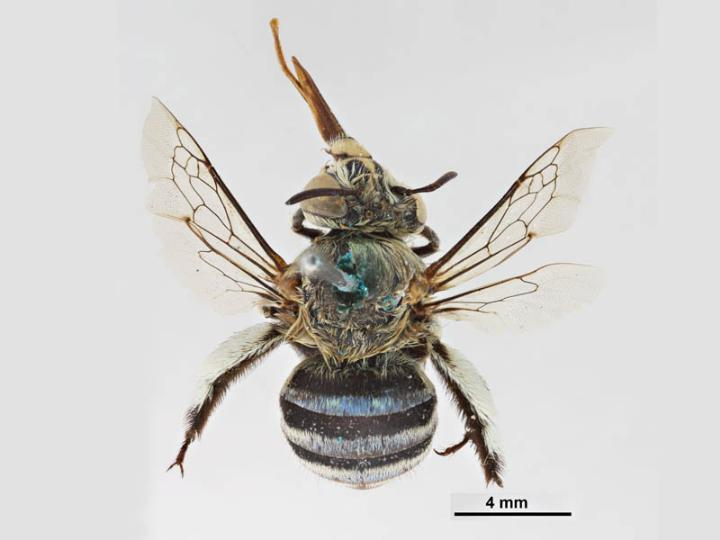
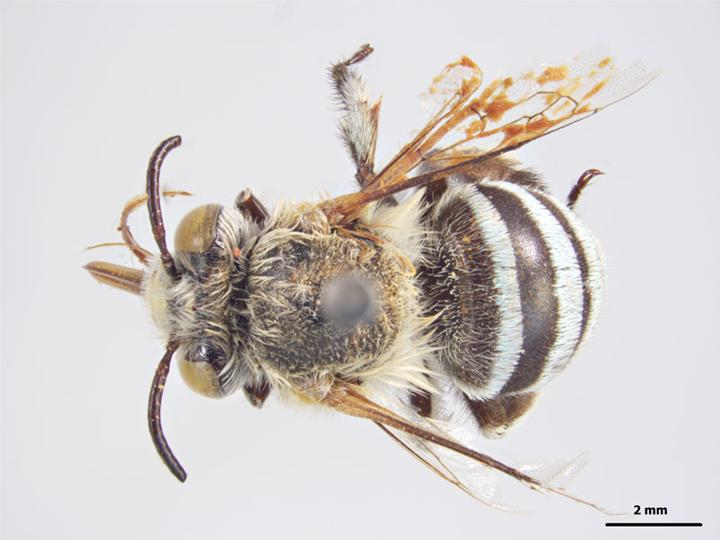